# Glasmalerei Peters
Die Glasmalerei Peters GmbH ist eine in der ostwestfälischen Stadt Paderborn ansässige Glasmalerei.

## Geschichte
Die Firma wurde 1912 von Otto Peters gegründet. 1936 übernahm sein Sohn Emil Peters die Leitung des Unternehmens und dessen inzwischen internationale Tätigkeit. Seit 1980 wird das Unternehmen in der dritten Generation von Wilhelm Peters geführt, dessen Sohn Jan-Wilhelm Peters stieg 2008 in die Geschäftsführung ein. Anfang Oktober 2017 erhält Wilhelm Peters den Kulturpreis der Stadt Paderborn.

## Tätigkeitsfeld

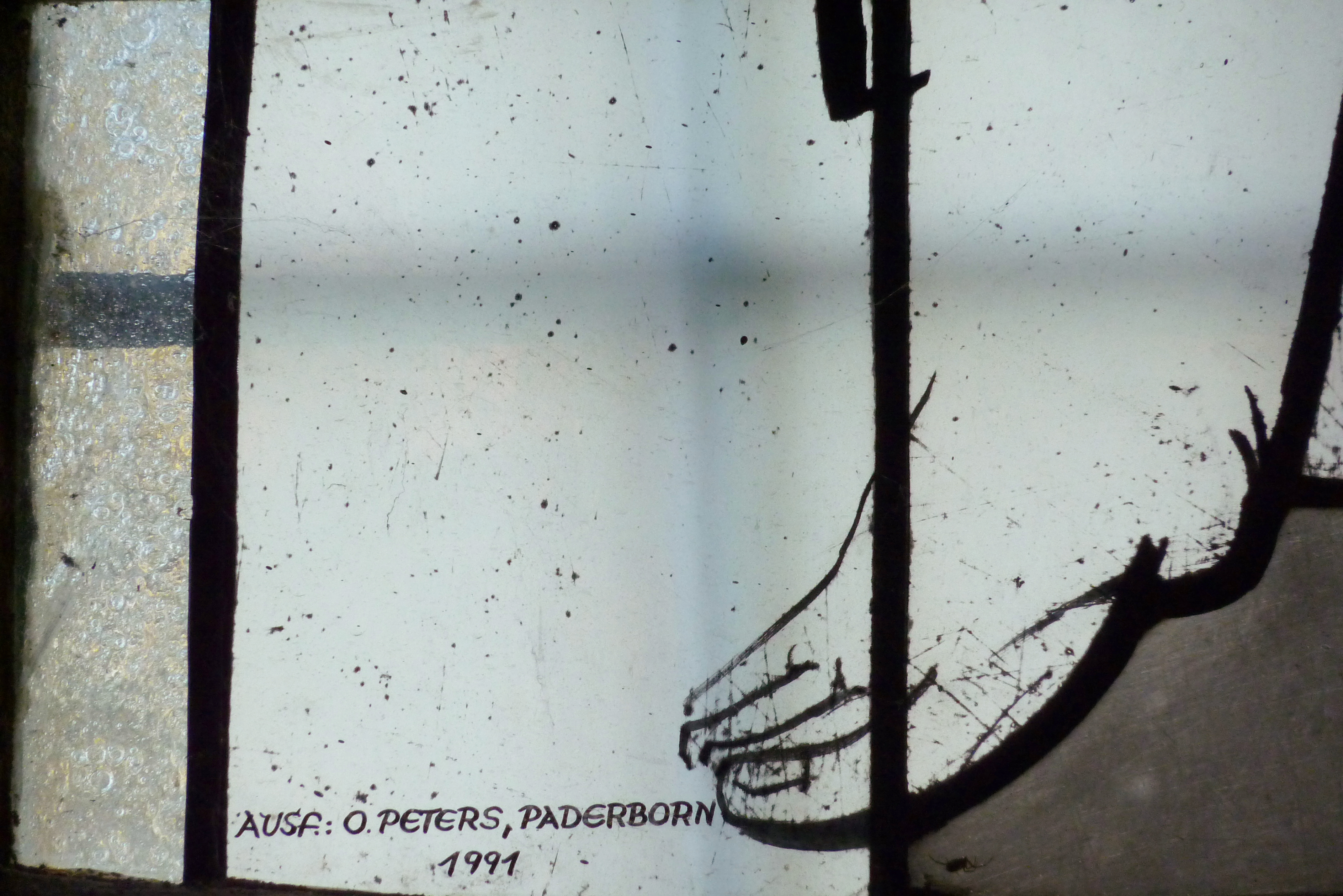
Bleiglasfenster (Ausschnitt) in der alten Kirche St. Johann Baptist in Niederberg, Signatur: "AUSF. O. PETERS, PADERBORN 1991"

### Neuanfertigungen
Die Firma führt Neuanfertigungen in allen bekannten Bearbeitungstechniken aus. Die Zusammenarbeit mit Glaskünstlern (darunter Wilhelm Buschulte, Clemens Hillebrand, Tobias Kammerer, Vincenz Pieper, Jochem Poensgen, Johannes Schreiter, Alexander Beleschenko *(1951), Martin Donlin (* 1959)) wird intensiv gepflegt.
Projekte weltweit in dieser innovativen Technik ausgeführt, u. a. „Lux Nova“, ein Windturm auf dem Gelände der Universität von Vancouver, eine Grundschule in Portland, Oregon, die Avenue Branch Library in San José, Kalifornien, das Bezirksrathaus in Antwerpen-Deurne.

### Restaurierung und Rekonstruktion
Ein besonderer Schwerpunkt ist die Restaurierung und Rekonstruktion historischer Glasmalereien. Weltweite Anerkennung fand die Restaurierung und Konservierung des gotischen Westfensters des Altenberger Doms, der Fenster der Kathedrale von Sevilla und die Restaurierung eines Fensters der Kathedrale Notre-Dame de Chartres in Frankreich.